# 埃马纽埃尔·奥斯塔什
埃马纽埃尔·奥斯塔什（法語：Emmanuel Hostache，1975年7月18日—2007年5月30日），法国男子雪车运动员。他曾代表法国参加1998年和2002年冬季奥林匹克运动会雪车比赛，其中1998年冬季奥运会获得一枚铜牌。2007年，不幸罹患骨癌離世，享年 29 歲。